# Hrvatski školski športski savez
Hrvatski školski športski savez (HŠŠS) je krovno tijelo školskog športa u Republici Hrvatskoj. Međunarodni naziv za Savez je Croatian School Sport Federation.
Osnovan je 22. prosinca 2006. godine, kada je u prostorijama Ministarstva znanosti, obrazovanja i športa održana Osnivačka skupština HŠŠS-a. Tako je po prvi puta u Republici Hrvatskoj osnovano krovno tijelo školskog športa.
Za sudjelovanje na natjecanjima koja organizira HŠŠS potrebno je imati iskaznicu HŠŠS-a. HŠŠS izdaje iskaznicu svim učenicima, članovima školskih sportskih društava osnovnih i srednjih škola Republike Hrvatske.

## Vanjske poveznice
- Hrvatski školski športski savez